# Terny-Sorny
Terny-Sorny és un municipi francès situat al departament de l'Aisne i a la regió dels Alts de França. L'any 2007 tenia 310 habitants.

## Demografia

### Població
El 2007 la població de fet de Terny-Sorny era de 310 persones. Hi havia 108 famílies de les quals 16 eren unipersonals (12 homes vivint sols i 4 dones vivint soles), 28 parelles sense fills, 52 parelles amb fills i 12 famílies monoparentals amb fills.
La població ha evolucionat segons el següent gràfic:
Habitants censats

### Habitatges
El 2007 hi havia 132 habitatges, 115 eren l'habitatge principal de la família, 2 eren segones residències i 15 estaven desocupats. 129 eren cases i 3 eren apartaments. Dels 115 habitatges principals, 102 estaven ocupats pels seus propietaris, 11 estaven llogats i ocupats pels llogaters i 2 estaven cedits a títol gratuït; 3 tenien dues cambres, 16 en tenien tres, 23 en tenien quatre i 72 en tenien cinc o més. 98 habitatges disposaven pel capbaix d'una plaça de pàrquing. A 38 habitatges hi havia un automòbil i a 69 n'hi havia dos o més.

### Piràmide de població
La piràmide de població per edats i sexe el 2009 era:
| Homes | Edats   | Dones |
| ----- | ------- | ----- |
| 0     | 95 o +  | 0     |
| 0     | 90 a 94 | 4     |
| 0     | 85 a 89 | 0     |
| 0     | 80 a 84 | 4     |
| 0     | 75 a 79 | 0     |
| 8     | 70 a 74 | 0     |
| 16    | 65 a 69 | 4     |
| 8     | 60 a 64 | 12    |
| 8     | 55 a 59 | 8     |
| 4     | 50 a 54 | 8     |
| 12    | 45 a 49 | 4     |
| 28    | 40 a 44 | 20    |
| 8     | 35 a 39 | 12    |
| 0     | 30 a 34 | 8     |
| 8     | 25 a 29 | 12    |
| 16    | 20 a 24 | 8     |
| 28    | 15 a 19 | 20    |
| 24    | 10 a 14 | 16    |
| 8     | 5 a 9   | 32    |
| 4     | 0 a 4   | 8     |

## Economia
El 2007 la població en edat de treballar era de 207 persones, 149 eren actives i 58 eren inactives. De les 149 persones actives 137 estaven ocupades (82 homes i 55 dones) i 12 estaven aturades (6 homes i 6 dones). De les 58 persones inactives 19 estaven jubilades, 19 estaven estudiant i 20 estaven classificades com a «altres inactius».

### Ingressos
El 2009 a Terny-Sorny hi havia 118 unitats fiscals que integraven 331 persones, la mediana anual d'ingressos fiscals per persona era de 20.320 €.

### Activitats econòmiques
Dels 10 establiments que hi havia el 2007, 3 eren d'empreses de construcció, 2 d'empreses de comerç i reparació d'automòbils, 3 d'empreses de transport, 1 d'una empresa de serveis i 1 d'una empresa classificada com a «altres activitats de serveis».
Dels 4 establiments de servei als particulars que hi havia el 2009, 2 eren fusteries, 1 lampisteria i 1 perruqueria.

## Equipaments sanitaris i escolars
El 2009 hi havia una escola elemental integrada dins d'un grup escolar amb les comunes properes formant una escola dispersa.

## Poblacions més properes
El següent diagrama mostra les poblacions més properes.